# 530.
◄ | 5. stoljeće | 6. stoljeće | 7. stoljeće | ►
◄ | 500-ih | 510-ih | 520-ih | 530-ih | 540-ih | 550-ih | 560-ih | ►
◄◄ | ◄ | 527. | 528. | 529. | 530. | 531. | 532. | 533. | ► | ►►
Astronomija • Književnost • Kršćanstvo • Pravo • Promet

## Smrti
- 22. rujna – Feliks IV., papa

## Vanjske poveznice
|  | Zajednički poslužitelj ima još gradiva o temi 530. |